# Berkenheuvel
Berkenheuvel is een bosgebied ten noorden van de plaats Diever in de Nederlandse provincie Drenthe. Het maakt deel uit van het Nationaal Park Drents-Friese Wold. Opvallend zijn de uitgestrekte begroeiingen met kraaiheide in het gebied.
Berkenheuvel ontstond als landgoed in de negentiende eeuw, in 1890 was er ca. 350 ha bos. Eigenaar A.C. van Daalen uit Bennekom liet vanaf eind negentiende eeuw uitgestrekte woeste gronden die bestonden uit heide en zandverstuivingen bebossen en in 1925 besloeg het goed 1300 hectare. In 1969 kwam de helft daarvan in bezit van Natuurmonumenten. Ook Staatsbosbeheer en een aantal particulieren verwierven een deel.
Het bos bestaat voornamelijk uit grove den-opstanden en delen met zomereik. Staatsbosbeheer en de particuliere boseigenaren oogsten hout uit het bosgebied. Daarentegen heeft Natuurmonumenten nooit een oogstdoelstelling gehad en heeft het uitsluitend op enkele locaties bos weggehaald in opdracht van de provincie Drenthe. In het gezamenlijke beheerplan van het N2000-gebied is op aandringen van Natuurmonumenten afgesproken dat alle boseigenaren gaan stoppen met houtoogst. 
Van de warme zomers van 2019 en 2020 hebben grote delen van het naaldbos te lijden gehad. Veel bomen waren verzwakt met als gevolg dat plaaginsecten zoals de letterzetter gehele bospercelen hebben doen afsterven. Daarom heeft Staatsbosbeheer in 2020 en 2021 delen van het stervende bos gekapt, met als doel het bos voor recreanten veiliger te maken en het versneld om te vormen naar een natuurlijker loofbos.